# Buck’s Head Building

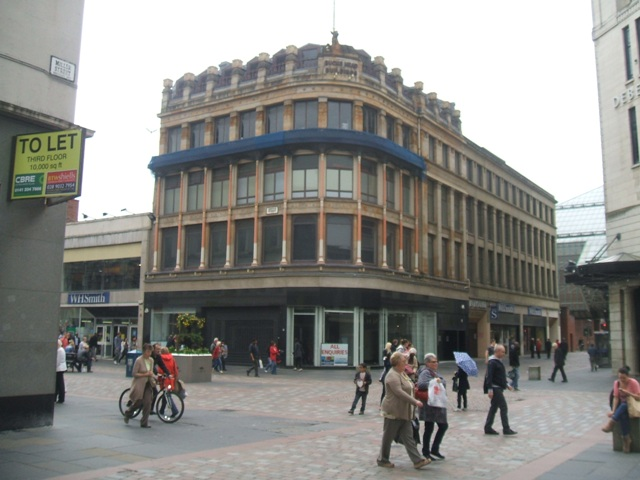
Buck’s Head Building

Das Buck’s Head Building ist ein Geschäftsgebäude in der schottischen Stadt Glasgow. 1970 wurde das Bauwerk in die schottischen Denkmallisten in der höchsten Denkmalkategorie A aufgenommen.

## Geschichte
Das Gebäude wurde in zwei Bauphasen zwischen 1863 und 1868 am Standort des Buck’s Head Hotel errichtet. Für den Entwurf zeichnet der schottische Architekt Alexander Thomson verantwortlich. Mit den Egyptian Halls sollte er einige Jahre später ein Gebäude mit zahlreichen stilistischen Parallelen entwerfen. Zwischen 1980 und 1984 wurde das Buck’s Head Building nach Bereitstellung finanzieller Mittel durch Historic Scotland restauriert. Das Gebäude wurde in zwei Fachpublikationen thematisiert.

## Beschreibung
Das Eckhaus steht an der Einmündung der Dunlop Street in die Argyle Street nahe dem Einkaufszentrum St Enoch Centre, das am Standort des ehemaligen Bahnhofs St Enoch erbaut wurde. Die zehn Achsen weite Fassade des vierstöckigen Gebäudes ist als Bogen um die Kante geführt. Ebenerdig finden sich flächige Schaufenster aus dem späteren 20. Jahrhundert. Gusseiserne Säulen, deren Kapitelle an Flügel erinnern, flankieren die Fenster der ersten beiden Obergeschosse. Zwischen den beiden Geschossen verläuft ein stilisierter Anthemienfries, der als Schmuck der Fensterstürze gearbeitet ist. Im dritten Obergeschoss zieht sich ein gusseiserner Balkon entlang der gesamten Fassade. Oberhalb der Fenster verläuft ein Fries und darüber ein schlichtes Kranzgesims. Die Fassade schließt mit quadratischen Pfosten, zwischen denen sich eine gusseiserne Balustrade erstreckt. Eine gemauerte Platte an der Gebäuderundung zeigt seinen Namen.
Der neuere, drei Achsen weite Gebäudeteil entlang der Dunlop Street ist analog dem älteren ausgestaltet, jedoch schlichter. So sind die Säulen im ersten und zweiten Obergeschoss als kolossale Pilaster gearbeitet. Anstelle des Balkons ziert ein Fries die Fassade.